# Nightwork
Nightwork – trzeci album studyjny jednoosobowego projektu muzycznego Diabolical Masquerade. Wydany został 21 sierpnia 1998 roku przez AvantGarde Music. Całość kompozycji powstała na przełomie 1997 i 1998 roku.

## Lista utworów
1. Rider on the Bonez - 05:54
2. Dreadventurouz - 05:46
3. The Zkeleton Keyz to the Dead - 05:17
4. Thiz Ghoultimate Omen - 04:33
5. All Onboard the Perdition Hearze! - 04:56
6. The Eerie Obzidian Circuz - 05:37
7. Haunted by Horror - 06:56
8. Cryztaline Fiendz (utwór dodatkowy)

## Muzycy
- Anders Nyström "Blakkheim" – gitara, gitara basowa, śpiew, instrumenty klawiszowe
- Dan Swanö – śpiew, instrumenty perkusyjne, instrumenty klawiszowe, gitara
- Ingmar Döhn - gościnnie skrzypce, gitara basowa
- Marie Gaard Engberg - gościnnie flet

## Szczegóły techniczne
- Produkcja: Dan Swanö oraz Blakkheim
- Realizacj, mixy i mastering: The Sanctuary, kwiecień 1998 roku
- Fotografie: Matthew Septimus / Photonic / Bulls
- Fotografia "Blakkheima": Mala
- Diabolical Masquerade logo: Blakkheim
- Digital design oraz koncepcja: "Blakkheim" oraz Sir Robert Graves (Greylife Research)